# 東北楽天ゴールデンイーグルスの選手一覧
- 東北楽天ゴールデンイーグルス > 東北楽天ゴールデンイーグルスの選手一覧
- 日本のプロ野球選手一覧 > 東北楽天ゴールデンイーグルスの選手一覧

東北楽天ゴールデンイーグルスの選手一覧（とうほくらくてんゴールデンイーグルスのせんしゅいちらん）は、東北楽天ゴールデンイーグルスに所属している選手・監督・コーチ、およびかつて所属していた選手の一覧である。

## 首脳陣

### 一軍
| 背番号 | 名前     | 役職                 |
| ------ | -------- | -------------------- |
| 88     | 三木肇   | 監督                 |
| 98     | 渡辺浩司 | 打撃コーチ           |
| 76     | 下園辰哉 | 打撃コーチ           |
| 80     | 石井貴   | 投手コーチ           |
| 91     | 久保裕也 | 投手コーチ           |
| 96     | 田中雅彦 | バッテリーコーチ     |
| 86     | 塩川達也 | 内野守備走塁コーチ   |
| 99     | 川名慎一 | 外野守備走塁コーチ   |
| 95     | 森岡良介 | 打撃兼野手コーチ補佐 |

### 二軍
| 背番号 | 名前       | 役職               |
| ------ | ---------- | ------------------ |
| 74     | 渡辺直人   | 監督               |
| 84     | 雄平       | 打撃コーチ         |
| 93     | 後藤武敏   | 打撃コーチ         |
| 81     | 青山浩二   | 投手コーチ         |
| 83     | 永井怜     | 投手コーチ         |
| 94     | 有銘兼久   | 投手コーチ         |
| 97     | 下妻貴寛   | バッテリーコーチ   |
| 92     | 奥村展征   | 内野守備走塁コーチ |
| 85     | 牧田明久   | 外野守備走塁コーチ |
| 87     | 真喜志康永 | 育成総合コーチ     |
| 90     | 鷹野史寿   | 育成コーチ         |

## 所属選手

### 投手
| 背番号 | 選手名               | 投 | 打 | 備考                           |
| ------ | -------------------- | -- | -- | ------------------------------ |
| 11     | 岸孝之               | 右 | 右 |                                |
| 14     | 則本昂大             | 右 | 左 |                                |
| 15     | スペンサー・ハワード | 右 | 右 | 新外国人                       |
| 17     | 古謝樹               | 左 | 左 |                                |
| 19     | 荘司康誠             | 右 | 右 |                                |
| 21     | 早川隆久             | 左 | 左 |                                |
| 22     | 小孫竜二             | 右 | 右 |                                |
| 26     | 中込陽翔             | 右 | 右 | 2024年ドラフト3位              |
| 28     | 酒居知史             | 右 | 右 |                                |
| 29     | 德山一翔             | 左 | 左 | 2024年ドラフト2位              |
| 31     | 渡辺翔太             | 右 | 右 |                                |
| 38     | 弓削隼人             | 左 | 左 |                                |
| 40     | 江原雅裕             | 右 | 右 | 2024年ドラフト4位              |
| 41     | 加治屋蓮             | 右 | 右 | 阪神から移籍                   |
| 43     | 宋家豪               | 右 | 左 |                                |
| 45     | 松井友飛             | 右 | 右 |                                |
| 46     | 藤平尚真             | 右 | 右 |                                |
| 47     | 藤井聖               | 左 | 左 |                                |
| 49     | 西垣雅矢             | 右 | 左 |                                |
| 52     | 津留﨑大成           | 右 | 右 |                                |
| 53     | 坂井陽翔             | 右 | 右 |                                |
| 54     | 日當直喜             | 右 | 右 |                                |
| 56     | 鈴木翔天             | 左 | 左 |                                |
| 57     | 瀧中瞭太             | 右 | 右 |                                |
| 58     | 辛島航               | 左 | 左 |                                |
| 59     | 泰勝利               | 左 | 右 |                                |
| 61     | 松田啄磨             | 右 | 右 |                                |
| 62     | 西口直人             | 右 | 右 | 育成選手からの支配下登録       |
| 64     | 林優樹               | 左 | 左 |                                |
| 66     | 今野龍太             | 右 | 右 | ヤクルトからトレード移籍       |
| 67     | 大内誠弥             | 右 | 右 |                                |
| 69     | 内星龍               | 右 | 左 |                                |
| 71     | 柴田大地             | 右 | 右 | ヤクルトから現役ドラフトで移籍 |
| 72     | 宮森智志             | 右 | 右 |                                |
| 89     | ミゲル・ヤフーレ     | 右 | 両 | ヤクルトから移籍               |
| 017    | 王彦程               | 左 | 左 | 育成選手                       |
| 130    | 古賀康誠             | 左 | 左 | 育成選手                       |
| 197    | 蕭齊                 | 右 | 右 | 育成選手・新外国人             |

### 捕手
| 背番号 | 選手名   | 投 | 打 | 備考     |
| ------ | -------- | -- | -- | -------- |
| 2      | 太田光   | 右 | 右 |          |
| 44     | 田中貴也 | 右 | 左 |          |
| 55     | 安田悠馬 | 右 | 左 |          |
| 65     | 堀内謙伍 | 右 | 左 |          |
| 70     | 石原彪   | 右 | 右 |          |
| 022    | 水上桂   | 右 | 右 | 育成選手 |
| 137    | 江川侑斗 | 右 | 右 | 育成選手 |

### 内野手
| 背番号 | 選手名                   | 投 | 打 | 備考                                               |
| ------ | ------------------------ | -- | -- | -------------------------------------------------- |
| 0      | 小深田大翔               | 右 | 左 |                                                    |
| 1      | 宗山塁                   | 右 | 左 | 2024年ドラフト1位                                  |
| 3      | 浅村栄斗                 | 右 | 右 |                                                    |
| 4      | 阿部寿樹                 | 右 | 右 |                                                    |
| 6      | 村林一輝                 | 右 | 右 | 66から背番号変更                                   |
| 7      | 鈴木大地                 | 右 | 左 |                                                    |
| 9      | ルーク・ボイト           | 右 | 右 | 新外国人                                           |
| 23     | マイケル・フランコ       | 右 | 右 |                                                    |
| 24     | 黒川史陽                 | 右 | 左 |                                                    |
| 34     | 山﨑剛                   | 右 | 左 |                                                    |
| 39     | 伊藤裕季也               | 右 | 右 |                                                    |
| 42     | 山田遥楓                 | 右 | 右 |                                                    |
| 48     | 渡邊佳明                 | 右 | 左 |                                                    |
| 60     | ワォーターズ璃海ジュミル | 右 | 右 |                                                    |
| 63     | 入江大樹                 | 右 | 右 |                                                    |
| 68     | 青野拓海                 | 右 | 右 |                                                    |
| 73     | 小森航大郎               | 右 | 右 | ヤクルトから茂木栄五郎のFA移籍に伴う人的補償で移籍 |
| 75     | 陽柏翔                   | 右 | 左 | 2024年ドラフト6位                                  |
| 82     | 辰見鴻之介               | 右 | 右 | 育成選手からの支配下登録                           |
| 030    | 平良竜哉                 | 右 | 右 | 育成選手・30から背番号変更                         |
| 131    | 永田颯太郎               | 右 | 左 | 育成選手                                           |
| 132    | 岸本佑也                 | 右 | 右 | 育成選手・2024年育成ドラフト1位                    |

### 外野手
| 背番号 | 選手名               | 投 | 打 | 備考              |
| ------ | -------------------- | -- | -- | ----------------- |
| 8      | 辰己涼介             | 右 | 左 |                   |
| 12     | オスカー・ゴンザレス | 右 | 右 | 新外国人          |
| 25     | 田中和基             | 右 | 両 | 選手会長          |
| 27     | 岡島豪郎             | 右 | 左 |                   |
| 32     | 中島大輔             | 右 | 左 |                   |
| 35     | 島内宏明             | 左 | 左 |                   |
| 36     | 吉納翼               | 右 | 左 | 2024年ドラフト5位 |
| 50     | 武藤敦貴             | 左 | 左 |                   |
| 51     | 小郷裕哉             | 右 | 左 |                   |
| 78     | 吉野創士             | 右 | 右 | 9から背番号変更   |
| 79     | 前田銀治             | 右 | 右 | 36から背番号変更  |

## 退団・移籍した選手
名前は選手として在籍した最終年の登録名を基準とする。

### あ行
あ
- 愛敬尚史（2005 - 2009）
- 相沢晋（2014 - 2016）
- 相原和友（2014 - 2016）
- 青山浩二（2006 - 2020）
- 耀飛（2018 - 2020）
- 朝井秀樹（2005 - 2010途）
- 足立祐一（2016 - 2021）
- 阿部俊人（2011 - 2017）
- ジャフェット・アマダー（2016 - 2018）
- 有馬翔（2014）
- 有銘兼久（2005 - 2012）
- 安樂智大（2015 - 2023）

い
- 飯田哲也（2005 - 2006）
- 池田駿（2020途 - 2021）
- 池田隆英（2017 - 2021途）
- 井坂亮平（2009 - 2014）
- 石川賢（2008 - 2010）
- 石田駿（2021 - 2022）
- 石田隆司（2008 - 2011）
- 石橋良太（2016 - 2023）
- 伊志嶺忠（2008 - 2018）
- 礒部公一（2005 - 2009）
- 一場靖弘（2005 - 2009途）
- 井手亮太郎（2018 - 2019）
- 伊藤茉央（2023 - 2024）
- 伊東亮大（2015 - 2017）
- 稲田直人（2012）
- 井野卓（2006 - 2012）
- 井上雄介（2009 - 2013）
- 今江年晶（2016 - 2019）
- 入野貴大（2015 - 2018）
- 入野久彦（2005）
- 岩隈久志（2005 - 2011）
- 岩﨑達郎（2013途 - 2016）
- 岩見政暉（2018 - 2022）
- 岩村明憲（2011 - 2012）
- インチェ（2006 - 2008）

う
- ゼラス・ウィーラー（2015 - 2020途）
- ケビン・ウィット（2007）
- 上園啓史（2012 - 2015）
- 内田靖人（2014 - 2022）
- 内間拓馬（2021 - 2023）
- 内村賢介（2008 - 2012途）
- 梅津智弘（2015）
- エスタミー・ウレーニャ（2023）

え
- 榎本葵（2011 - 2016）
- ニック・エバンス（2014途 - 終了）

お
- 大河原翔（2022 - 2024）
- 大坂谷啓生（2015 - 2016）
- 大島公一（2005）
- 大塚尚仁（2013 - 2017）
- 大廣翔治（2005 - 2011）
- 岡本真或（2011）
- 沖原佳典（2005途 - 2008）
- 小倉恒（2005 - 2008）
- オコエ瑠偉（2016 - 2022）
- 小野郁（2015 - 2019）
- 小山桂司（2012 - 2015）

### か行
か
- 柿澤貴裕（2013 - 2016）
- ルスネイ・カスティーヨ（2021）
- 片山博視（2006 - 2017）
- カツノリ（2005 - 2006）
- 加藤大輔（2012 - 2013）
- 加藤貴大（2011 - 2013）
- 加藤正志（2015 - 2016）
- 金森久朋（2007）
- 金田政彦（2005 - 2006）
- 金刃憲人（2013 - 2017）
- 鎌田祐哉（2010途 - 2011）
- 釜田佳直（2012 - 2022）
- 釜元豪（2022）
- ルイス・ガルシア（2011途 - 2012）
- 川井貴志（2006途 - 2016）
- 川岸強（2007 - 2012）
- 川口隼人（2011 - 2013）
- 川島慶三（2022）
- 川島亮（2012）
- 川尻哲郎（2005）
- 河田寿司（2006 - 2013）
- 河本育之（2005 - 2007）
- 川本良平（2016）
- 勧野甲輝（2011 - 2013）

き
- 菊池保則（2008 - 2018）
- 北川倫太郎（2012 - 2017）
- 木谷寿巳（2006 - 2011）
- クリス・ギッテンス（2022 - 2023）
- 紀藤真琴（2005）
- 金炳賢（2011）
- 金無英（2016）
- 木村謙吾（2011 - 2014）
- 木村考壱朗（2008）
- 木村敏靖（2017 - 2020）
- 銀次（2006 - 2023）

く
- マーカス・グウィン（2008途 - 2009）
- 草野大輔（2006 - 2012）
- 楠城祐介（2009 - 2011）
- 久保裕也（2017 - 2020）
- 熊原健人（2019途 - 2020）
- 栗原健太（2016）
- ライアン・グリン（2006途 - 終了）
- ライナー・クルーズ（2014途 - 2015）
- ルイス・クルーズ（2017途 - 終了）

け
- 憲史（2005 - 2010）

こ
- 小池秀郎（2005）
- ジョニー・ゴームズ（2016 - 2016途）
- 小斉祐輔（2012 - 2015）
- 小坂誠（2009 - 2010）
- 小島昌也（2005）
- 小関翔太（2010 - 2017）
- 後藤光尊（2014 - 2016）
- 小林宏（2005）
- 小峯新陸（2020 - 2024）
- 小山伸一郎（2005 - 2015）
- 小山雄輝（2017 - 2018）
- ジョシュ・コラレス（2017途 - 2018）
- 近藤弘樹（2018 - 2020）
- アダム・コンリー（2021 - 2021途）※入団するも、新型コロナウイルス感染症の世界的流行のために来日できず、そのまま自由契約。

### さ行
さ
- 斎藤隆（2013 - 2015）
- 斉藤秀光（2005 - 2006途）
- 坂克彦（2005 - 2006途）
- 酒井忠晴（2005 - 2006）
- 櫻井周斗（2024）
- 定岡卓摩（2012 - 2013）
- 佐竹健太（2008途 - 2012）
- 佐竹学（2005 - 2006）
- 佐藤和宏（2005 - 2006）
- 佐藤智輝（2019 - 2023）
- 佐藤宏志（2007 - 2008）
- 佐藤充（2011）
- 澤野聖悠（2020 - 2024）
- ギャビー・サンチェス（2015）
- ロムロ・サンチェス（2011途 - 終了）

し
- 塩川達也（2005 - 2011）
- 塩見貴洋（2011 - 2023）
- ブライアン・シコースキー（2006 - 2006途）※2005年オフにウエイバーで入団するも、直後に自由契約。
- 嶋基宏（2007 - 2019）
- 島井寛仁（2013 - 2019）
- 下妻貴寛（2013 - 2021）
- 下水流昂（2019途 - 2021）
- 下柳剛（2012途 - 終了）
- ジョン・トーマス・シャギワ（2020）
- 正隨優弥（2023）
- 丈武（2009 - 2011）
- アンドリュー・ジョーンズ（2013 - 2014）
- ディージェイ・ジョンソン（2020途 - 終了）
- 新里賢（2005 - 2006途）
- 神保貴宏（2012 - 2014）

す
- 菅原秀（2017 - 2021）
- マット・スクルメタ（2005途 - 途）
- ライアン・スパイアー（2011途 - 終了）
- 炭谷銀仁朗（2021途 - 2023）

せ
- 清宮虎多朗（2019 - 2024）
- 関川浩一（2005 - 2007）
- フェルナンド・セギノール（2008途 - 2009）
- アレハンドロ・セゴビア（2015）

### た行
た
- ニック・ターリー（2024 - 2025途）
- 高須洋介（2005 - 2013）
- 高田孝一（2021 - 2024）
- 髙田萌生（2020 - 2023）
- 高梨雄平（2017 - 2020途）
- 高波文一（2007途 - 2008）
- 鷹野史寿（2005 - 2008）
- 高橋浩司（2005）
- 高堀和也（2010 - 2016）
- 髙村祐（2005）
- 卓丸（2015 - 2019）
- 匠（2016 - 2018）
- 竹下瑛広（2023 - 2024）
- ブランドン・ダックワース（2012途 - 2013）
- 田中将大（2007 - 2013・2021 - 2024）
- 谷中真二（2005 - 2007）
- 玉木重雄（2005 - 2006）

ち
- 近澤昌志（2005）
- 千葉耕太（2017 - 2019）
- マット・チルダース（2009）

つ
- 土屋朋弘（2009 - 2013）
- 鶴田圭祐（2017 - 2019）

て
- オコエ・ディクソン（2018）
- ブランドン・ディクソン（2021）
- デイモン（2005 - 2005途）
- 鉄平（2006 - 2013）
- 寺岡寛治（2018 - 2022）
- 寺田龍平（2008 - 2011）
- ルイス・テレーロ（2012）

と
- 戸叶尚（2005 - 2006）
- 栂野雅史（2010途 - 2011）
- 徳元敏（2005 - 2007）
- 戸部浩（2007 - 2008）
- 富岡久貴（2006 - 2007）
- ドミンゴ（2007途 - 2008）
- 戸村健次（2010 - 2019）
- アンディ・トレーシー（2005途 - 終了）

### な行
な
- 永井怜（2007 - 2015）
- 永池恭男（2005 - 2006）
- 中川大志（2009 - 2017）
- 長坂健冶（2005 - 2007）
- 仲澤広基（2013 - 2014）
- 中島俊哉（2005 - 2014）
- 中谷仁（2006 - 2011）
- 中村和希（2018 - 2020）
- 中村武志（2005）
- 中村紀洋（2009 - 2010）
- 中村真人（2007 - 2012）

に
- 西川遥輝（2022 - 2023）
- 西田哲朗（2010 - 2017）
- 西谷尚徳（2005 - 2009）
- 西巻賢二（2018 - 2019）
- 西宮悠介（2014 - 2019）
- 西村弥（2006 - 2015）

ね
- 根市寛貴（2005 - 2006）

の
- 野元浩輝（2017 - 2019）
- 則本佳樹（2019 - 2021）

### は行
は
- ブレット・ハーパー（2012途 - 終了）
- フランク・ハーマン（2017 - 2019）
- ジム・ハウザー（2012途 - 2013・2015 - 2015途）
- 橋本到（2019）
- 橋本義隆（2012 - 2013）
- アダム・バス（2007途 - 終了）
- 長谷部康平（2008 - 2016）
- マニー・バニュエロス（2023）
- 濱矢廣大（2014 - 2019途）
- エリック・バレント（2006途 - 終了）
- セドリック・バワーズ（2006）

ひ
- 引地秀一郎（2019 - 2023）
- 聖澤諒（2008 - 2018）
- ケルビン・ヒメネス（2011 - 2012）
- ルイス・ヒメネス（2019途 - 終了）
- 平石洋介（2005 - 2011）

ふ
- ブライアン・ファルケンボーグ（2014）
- ルーク・ファンミル（2014途 - 終了）
- アンディ・フィリップス（2010）
- ホセ・フェルナンデス（2006 - 2008・2012）
- フェルナンド（2015 - 2020）
- 福井優也（2019 - 2022）
- 福田将儀（2015 - 2017）
- 福盛和男（2005 - 2007・2009途 - 2010）
- 福森耀真（2020 - 2023）
- 福山博之（2013 - 2022）
- 藤井彰人（2005 - 2010）
- 藤江均（2015）
- 藤﨑紘範（2005 - 2007）
- 藤田一也（2012途 - 2021）
- 藤原紘通（2008 - 2013）
- アラン・ブセニッツ（2019 - 2022）
- トラビス・ブラックリー（2014）
- ジャバリ・ブラッシュ（2019 - 2020）
- ジェイク・ブリガム（2016）
- 古川侑利（2014 - 2019途）

へ
- ウィリー・モー・ペーニャ（2015）
- カルロス・ペゲーロ（2016途 - 2018）
- フェリックス・ペレス（2016途 - 終了）

ほ
- ジョン・ボウカー（2014途 - 終了）
- 星野おさむ（2005）
- 星野智樹（2013）
- 細川亨（2017 - 2018）
- ケビン・ホッジス（2005）
- ラファエル・ポロ（2013 - 2013途）
- コディ・ポンセ（2024）

### ま行
ま
- マーキ（2020 - 2022）
- アーロン・マイエット（2005 - 2005途）
- 前田忠節（2005 - 2005途）
- ケーシー・マギー（2013）
- 牧田明久（2005 - 2016）
- 牧田和久（2020 - 2021）
- 牧野塁（2006途 - 2008途）
- 枡田慎太郎（2006 - 2018）
- 益田大介（2005 - 2006）
- 松井稼頭央（2011 - 2017）
- 松井宏次（2010 - 2011）
- 松井裕樹（2014 - 2023）
- 松崎伸吾（2006 - 2011）
- 松本輝（2006途 - 2011）
- 松本京志郎（2018 - 2020）
- ホセ・マルモレホス（2022）

み
- キャム・ミコライオ（2015 - 2016）
- セルジオ・ミトレ（2014途 - 終了）
- 南要輔（2017 - 2020）
- 美馬学（2011 - 2019）
- 宮川将（2013 - 2018）
- 宮出隆自（2009途 - 2010）
- 三好匠（2012 - 2019途）

む
- 向谷拓巳（2017 - 2018）
- 武藤好貴（2012 - 2017）
- アガスティン・ムリーロ（2015途 - 終了）

も
- 茂木栄五郎（2016 - 2024）
- 森雄大（2013 - 2022）
- フアン・モリーヨ（2010 - 2011途）
- 森谷昭仁（2005 - 2008）
- 森原康平（2017 - 2022途）
- 森山周（2013 - 2015）

### や行
や
- 柳澤大空（2022 - 2024）
- 矢野英司（2005 - 2006）
- 藪恵壹（2010途 - 終了）
- 山内壮馬（2016）
- 山﨑浩司（2015）
- 山崎隆広（2006 - 2009）
- 山﨑武司（2005 - 2011）
- 山下斐紹（2018 - 2020）
- 山下勝充（2005 - 2008）
- 山田大樹（2016 - 2019）
- 山村宏樹（2005 - 2012）
- 山本大明（2007 - 2013）

ゆ
- ケビン・ユーキリス（2014）

よ
- 横尾俊建（2021 - 2023）
- 横川史学（2007 - 2012）
- 横山貴明（2014 - 2018）
- 横山徹也（2015途 - 終了）
- 吉岡雄二（2005 - 2008）
- 吉川雄大（2022 - 2024）
- 吉崎勝（2007 - 2009）
- 吉田豊彦（2005 - 2007）
- 由規（2019 - 2020）
- 吉持亮汰（2016 - 2022）

### ら行
ら
- ゲーリー・ラス（2005）
- ダレル・ラズナー（2009 - 2013）
- ザック・ラッツ（2014途 - 終了）
- エドガー・ララ（2013 - 2013途）

り
- ラダメス・リズ（2016）
- リック（2006 - 2009）
- 竜太郎（2005 - 2007）
- 林恩宇（2007 - 2009）
- トッド・リンデン（2009途 - 2010）

る
- ランディ・ルイーズ（2010途 - 2011）

れ
- ケニー・レイ（2013途 - 終了・2015 - 2016途）

ろ
- ルイス・ロペス（2005）
- ステフェン・ロメロ（2020）

### わ
- 涌井秀章（2020 - 2022）
- 渡邉恒樹（2005 - 2010途）
- 渡辺直人（2007 - 2010途・2018 - 2020）
- 渡邊佑樹（2018 - 2022）
- 和田恋（2019途 - 2023）

## 歴代監督
（　）内は監督在任年度。
- 田尾安志（2005）
- 野村克也（2006 - 2009）
- マーティ・ブラウン（2010）
- 星野仙一（2011 - 2014）
- 大久保博元（2015）
- 梨田昌孝（2016 - 2018）
- 平石洋介（2019）
- 三木肇（2020・2025 - ）
- 石井一久（2021 - 2023）
- 今江敏晃（2024）

監督代行
- 佐藤義則（2014）
- 大久保博元（2014）
- 平石洋介（2018）
- 真喜志康永（2022）

## 主な過去の在籍コーチ
選手として楽天に在籍経験のない者に限る。
- 安部理
- 池山隆寛
- 伊藤智仁
- 大石知宜
- 小野和義
- 垣内哲也
- 鹿島忠
- 上川誠二
- 金森栄治
- 河野亮
- 駒田徳広
- 小谷野栄一
- 酒井勉
- 佐藤義則
- 清水雅治
- 杉本正
- 杉山賢人
- 鈴木康友
- 清家政和
- 芹澤裕二
- 高浦己佐緒
- 高橋雅裕
- 田口昌徳
- 田代富雄
- 立花義家
- 立花龍司
- 館山昌平
- 種田仁
- 田淵幸一
- 西俊児
- 仁村薫
- 橋上秀樹
- 広橋公寿
- 福原峰夫
- 古久保健二
- 古屋英夫
- 星孝典
- 真喜志康永
- 松井優典
- 松本匡史
- 光山英和
- 三輪隆
- 本西厚博
- 森山良二
- 柳沢裕一
- 山口哲治
- 山下和彦
- 山下大輔
- 山田勝彦
- 吉田修司
- 与田剛
- 米田慶三郎
- 米村理
- ジェフ・リブジー
- ルイス・ロペス

## 永久欠番
- 10 - イーグルス・ファン
- 77 - 星野仙一（監督）